# كنباثية
الكنباثية أو ذنب الخيل أو الفصيلة الذنبية أو الأُمْسُوخيَّة (الاسم العلمي: Equisetaceae) هي فصيلة من النباتات تتبع رتبة الكنباثيات من طائفة الكنباثاناوت. وهي الفصيلة الوحيدة في رتبة الكنباثيات وهذه الرتبة هي الوحيدة أيضًا في صف كنباثاناوت. وهو الصف الوحيد في شعبة أذناب الخيليات (باللاتينية: Equisetophyta) من النباتات الوعائية.

## أجناس
تضم الفصيلة جنسًا وحيدًا متبقيًا فيها وهو الكنباث وهو يضم حوالي 15 نوعًا.